# Edmundo Crouchback

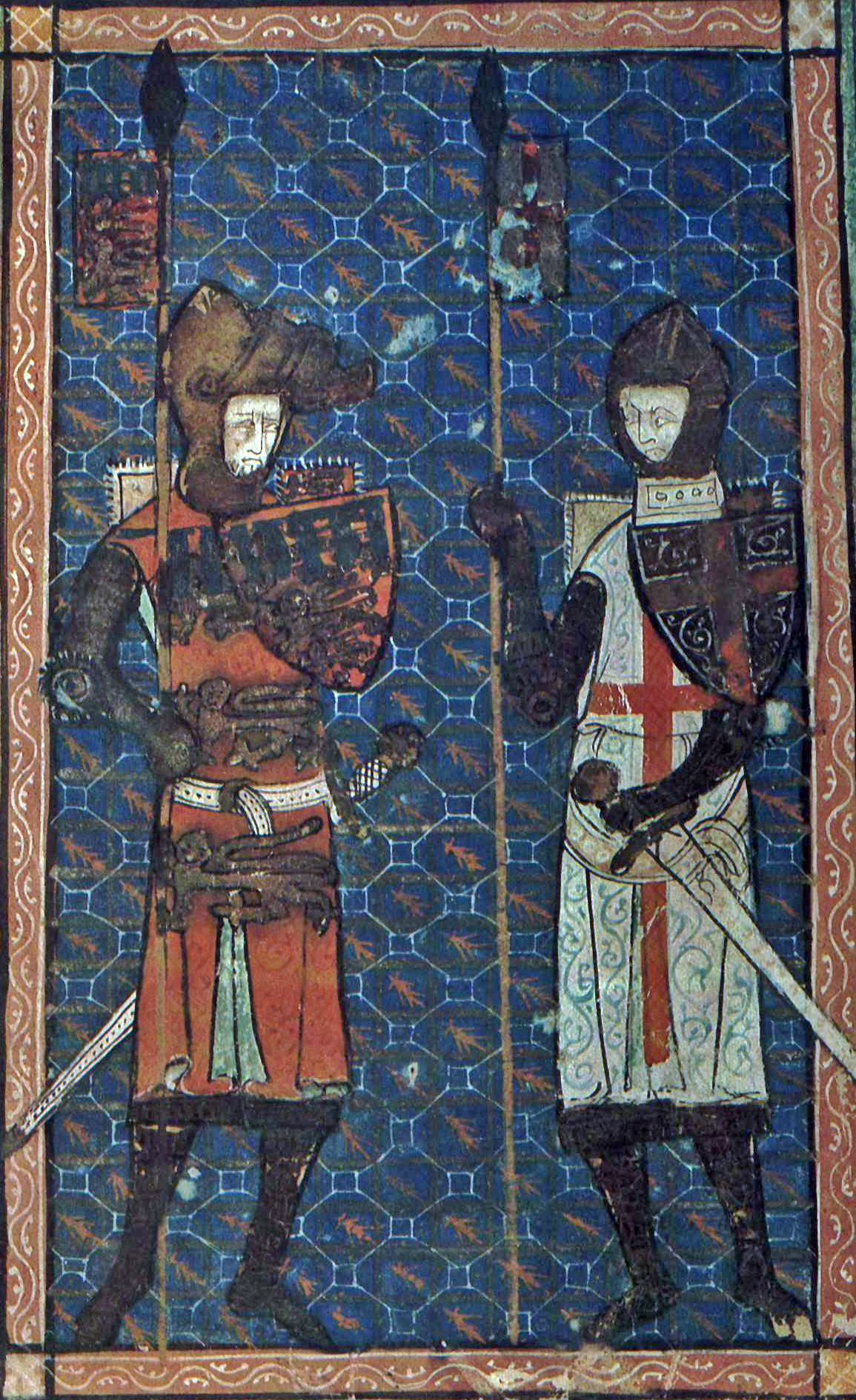
Miniatura de Edmund com São Jorge, de um manuscrito do início do século XIV (Oxford, Biblioteca Bodleian, MS Douce 231)

Edmundo Crouchback, Conde de Lencastre, Leicester e Derby (Londres, 16 de janeiro de 1245 – Bayonne, 5 de junho de 1296), foi membro da Casa de Plantageneta. Ele foi o segundo filho sobrevivente do rei Henrique III de Inglaterra e de Leonor da Provença. Ele tinha uma reivindicação sobre o Reino da Sicília; no entanto, ele nunca governou o país. Ele recebeu todas as terras de Simão de Montfort, 6.º Conde de Leicester em 1265, e a partir de 1267, ele foi intitulado conde de Leicester. Naquele ano, ele também começou a governar Lancashire, mas ele não tomou o título de Conde de Lencastre até 1276. Entre 1276 e 1284 ele governou os condados de Champanhe e Brie com sua segunda mulher, Branca de Artésia, em nome de sua enteada Joana, a futura rainha Joana I de Navarra, e ele foi descrito nos rolos de patentes ingleses como conde de Lencastre e Champanhe. Seu apelido, "Crouchback", pode ser uma corrupção de "crossback" e se referir à sua participação na Nona Cruzada.